# James Avery
James LaRue Avery, Sr. (Suffolk, 27 de novembro de 1945 – Glendale, 31 de dezembro de 2013) foi um ator, dublador, poeta e roteirista norte-americano. Seu papel mais notável foi como Phillip "Tio Phil" Banks no seriado The Fresh Prince of Bel-Air (1990–96), classificado em 34º lugar na lista dos "50 Maiores Pais da TV de Todos os Tempos" da TV Guide. 
Avery também teve trabalhos de destaque na dublagem, como o vilão Demolidor em  Teenage Mutant Ninja Turtles, Máquina de Combate/James Rhodes em Iron Man e como Haroud Hazi Bin em Aladdin: The Animated Series. 
Antes de tornar-se ator, ele também serviu na Guerra do Vietnã como membro da Marinha dos Estados Unidos entre 1968 e 1969.

## Biografia

### Antes da fama
Avery alistou-se nas Forças Armadas dos Estados Unidos logo após a sua graduação no ensino médio, e atuou na Guerra do Vietnã entre 1968 a 1969. Depois que deixou as Forças Armadas, mudou-se para San Diego, onde começou a escrever poemas e scripts para a rede PBS. Ele ganhou um prêmio Emmy por sua produção e foi-lhe concedida uma bolsa da Universidade da Califórnia em San Diego. Avery frequentou o curso de bacharel em cinema e literatura na universidade, e formou-se em 1976.

## Carreira
Avery iniciou sua carreira na década de 1980, com aparições em séries de televisão como Hill Street Blues e LA Law. Nos anos 90, ganhou destaque ao interpretar o maior papel de sua carreira, Philip Banks (o Tio Phil) na série The Fresh Prince of Bel-Air. O personagem ficou em 34 ° lugar na lista dos 50 melhores pais de TV de todos os tempos da TV Guide.
Entre seus trabalhos mais notáveis como dublador estão as vozes de Shredder na série animada Teenage Mutant Ninja Turtles original e o Máquina de Combate na série Iron Man dos anos 90. Ele também forneceu a voz de Junkyard Dog em Hulk Hogan's Rock 'n' Wrestling (1985-86), Turbo em Rambo: The Force of Freedom (1986) e Haroud Hazi Bin na série Aladdin (1994).
Atuou em vários filmes e séries da TV americana. Em 2000, fez um dos episódios da série policial CSI.
Entre 2003 e 2004, apareceu em episódios dos seriados Crossing Jordan e All about the Andersons.
Em 2005, apareceu em um episódio dos seriados My wife and Kids, That's So Raven e All of us.[carece de fontes?] Uma das últimas aparições de Avery na televisão foi em 2012 na 8.ª temporada da série Grey's Anatomy, onde interpretou um homem cujo marido sofrera um acidente e estava ligado ás máquinas.
Avery foi o orador inicial de sua alma mater, Thurgood Marshall College da UC San Diego em 2007, e novamente em 2012.

## Vida pessoal
Em 1988, Avery casou-se com Barbara. Ele não tinha filhos, mas era padrasto de Kevin Waters.[carece de fontes?]

## Morte
James Avery faleceu na noite do dia 31 de dezembro de 2013 em um hospital de Glendale, Califórnia, em decorrência de complicações surgidas após uma cirurgia cardíaca. Sua esposa, Barbara Avery, disse que saiu do quarto de James para buscar comida para ele e, quando retornou, James já se encontrava sem vida.
Janet Hubert-Whitten, que retratou sua esposa Vivian em The Fresh Prince de Bel-Air, disse após sua morte: "RIP James, todo o mundo é um palco, e somos todos meros atores nesta produção chamada VIDA". Will Smith comentou sobre a morte de Avery, dizendo: "Algumas das minhas maiores lições em atuar, viver e ser um ser humano respeitável vieram através de James Avery. Todo jovem precisa de um tio Phil. Descanse em paz." Joseph Marcell chamou Avery de "gigante gentil".
Avery foi cremado e as cinzas foram posteriormente espalhadas perto do Oceano Pacífico.

## Filmografia
| Ano  | Título original                           | Papel                     | Notas         |
| ---- | ----------------------------------------- | ------------------------- | ------------- |
| 1980 | The Blues Brothers                        | Man Dancing               | não creditado |
| 1980 | The Stunt Man                             |                           | não creditado |
| 1985 | Fletch                                    | Detetive                  |               |
| 1985 | Appointment With Fear                     | Connors                   |               |
| 1986 | Fist of the North Star                    | Fang                      | voz           |
| 1986 | The Eleventh Commandment                  | Larry                     |               |
| 1986 | 8 Million Ways to Die                     | vice-promotor             |               |
| 1986 | The Ladies Club                           | Joe                       |               |
| 1986 | Stoogemania                               | Gulch                     |               |
| 1986 | Extremities                               | guarda de segurança       |               |
| 1987 | Deadly Daphne's Revenge                   | Det. Wood                 |               |
| 1987 | Three for the Road                        | Clarence                  |               |
| 1987 | Nightflyers                               | Darryl                    |               |
| 1988 | License to Drive                          | examinador de habilitação |               |
| 1991 | The Linguini Incident                     | Phil                      |               |
| 1991 | Beastmaster 2: Through the Portal of Time | Ten. Coberly              |               |
| 1991 | Shout                                     | Midnight Rider            | voz           |
| 1993 | Little Miss Millions                      | Agente Noah Hollander     |               |
| 1995 | The Brady Bunch Movie                     | Sr. Steve Yeager          |               |
| 1997 | Spirit Lost                               | Dr. Glidden               |               |
| 1998 | 12 Bucks                                  | Slow                      |               |
| 1998 | The Prince of Egypt                       |                           | voz           |
| 1998 | You Lucky Dog                             | Calvin Bridges            |               |
| 1999 | After Romeo                               |                           |               |
| 1999 | Out in Fifty                              | Cappy                     |               |
| 2000 | Dancing in September                      | Sr. Warner                |               |
| 2001 | Chasing Sunsets                           | Sr. Burken                |               |
| 2001 | Honeybee                                  | Larry Dukes               |               |
| 2001 | Dr. Dolittle 2                            | Eldon                     |               |
| 2002 | Wheelmen                                  | Vice-presidente           |               |
| 2004 | Raise Your Voice                          | Sr. Gantry                |               |
| 2004 | Hair Show                                 | Seymour Gold              |               |
| 2005 | Lethal Eviction                           | Gus                       |               |
| 2005 | The Third Wish                            | George                    |               |
| 2005 | A Christmas Wish                          | santo                     | curtametragem |
| 2006 | Restraining Order                         | Juiz Sanderson            |               |
| 2006 | Think Tank                                | Tio John                  |               |
| 2006 | Danika                                    | Teddy Johnson             |               |
| 2007 | Who's Your Caddy?                         | Caddy Mack                |               |
| 2007 | Divine Intervention                       | Rev. Matthews             |               |
| 2008 | His Good Will                             | Sr. Cooper                | curtametragem |
| 2008 | Leave with It                             | Dr. Leon                  | curtametragem |
| 2009 | Let the Game Begin                        | Mark Hanley               |               |
| 2009 | Steppin: The Movie                        | The Chancellor            |               |
| 2010 | Stride                                    | George                    |               |
| 2010 | The Grind                                 | Modelo Snipes             |               |
| 2012 | Valediction                               | Edward                    | pós-produção  |

| Ano              | Título original                                        | Papel                             | Notas |
| ---------------- | ------------------------------------------------------ | --------------------------------- | --- |
| 1983             | Antony and Cleopatra                                   | Mardian                           | filme para TV |
| 1983             | Tales of the Gold Monkey                               | Gabriel                           | Episódio: "God Save the Queen" |
| 1983             | Newhart                                                | pedreiro                          | Episódio: "Heaven Knows Mr. Utley" |
| 1983             | The Jeffersons                                         | Coleman                           | Episódio: "Father Christmas" |
| 1983–84          | Simon & Simon                                          | Huey Roy                          | Episódio: "Red Dog Blues" Episódio: "Harm's Way"                                                                                               |
| 1984             | Hill Street Blues                                      | Tolliver                          | |
| 1984             | Legmen                                                 | No Neck                           | Episódio: "I Shall Be Re-Released" |
| 1984             | Hardcastle and McCormick                               |                                   | Episódio: "Scared Stiff" |
| 1984             | Going Bananas                                          | Hank                              | |
| 1984             | Webster                                                | Judge                             | Episódio: "Webster Long (2)" |
| 1984             | Fist of the North Star                                 | Fang                              | voz |
| 1984             | The Dukes of Hazzard                                   | Charlie                           | 17 episódios |
| 1984–85          | Brothers                                               | Bubba Dean                        | Episódio: "You Brought a New Kind of Love to Me" Episódio: "The Strangers"                                                                     |
| 1985             | Street Hawk                                            | Conselheiro Waters                | Episódio: "Street Hawk" (Pilot) |
| 1985             | St. Elsewhere                                          | paciente com problemas mentais    | Episódio: "Give the Boy a Hand" |
| 1985             | Cagney & Lacey                                         |                                   | Episódio: "Who Says It's Fair" (1) |
| 1985             | Kicks                                                  | Stanley                           | filme para TV |
| 1985             | Space                                                  | Jean-Marie                        | minissérie |
| 1985             | Scarecrow and Mrs. King                                | Nabuti                            | Episódio: "Murder Between Friends" |
| 1985             | Hulk Hogan's Rock 'n' Wrestling                        | Junkyard Dog                      | voz |
| 1985             | George Burns Comedy Week                               |                                   | Episódio: "The Assignment" |
| 1985             | The A-Team                                             |                                   | Episódio: "The Heart of Rock n' Roll" |
| 1985             | Moonlighting                                           | Reuben King                       | Episódio: "Twas the Episode Before Christmas"                                                                                                  |
| 1986             | Karate Kommandos                                       |                                   | voz |
| 1986             | Amazing Stories                                        | Chefe Hansen                      | Episódio: "Hell Toupee" |
| 1986             | Rambo: The Force of Freedom                            | Turbo                             | voz |
| 1986             | Samaritan: The Mitch Snyder Movie                      | Hank Dudney                       | filme para TV |
| 1986             | Condor                                                 | Cas                               | filme para TV |
| 1986             | Sunday Drive                                           | Oliver                            | filme para TV |
| 1986, 1989       | The Real Ghostbusters                                  | Killerwatt vozes adicionais juiz  | |
| 1986, 1988, 1989 | Amen                                                   | Arnie Samples Rev. Crawford       | 5 episódios |
| 1987             | Jake's M.O.                                            | Abel Barnes                       | filme para TV |
| 1987             | Timestalkers                                           | Blacksmith                        | filme para TV |
| 1987             | Jake and the Fatman                                    |                                   | Episódio: "Fatal Attraction" |
| 1987, 1989       | Valerie                                                | Juiz N. Keller Mr. Erdman         | Episódio: "Hogan vs. Hogan" Episódio: "License to Drive"                                                                                       |
| 1987–1993        | Teenage Mutant Ninja Turtles                           | Shredder                          | voz 103 episódios |
| 1988             | Dallas                                                 | Juiz Fowler                       | Episódio: "Malice in Dallas" |
| 1988             | Beauty and the Beast                                   | Winslow                           | |
| 1988             | 227                                                    | Jo-Jo                             | Episódio: "My Aching Back" |
| 1988             | Heart and Soul                                         | Harlan Sinclair                   | piloto |
| 1988–1992        | L.A. Law                                               | Judge Michael Conover             | 9 episódios |
| 1989             | Full Exposure: The Sex Tapes Scandal                   | Earl                              | filme para TV |
| 1989             | Roe vs. Wade                                           |                                   | filme para TV |
| 1989             | FM                                                     | Quentin Lamoreaux                 | |
| 1989             | A Different World                                      | The Pin Punisher                  | Episódio: "To Have and Have Not" |
| 1989             | Turn Back the Clock                                    | terapeuta                         | filme para TV |
| 1990             | Night Court                                            | Juiz Hopkins                      | Episódio: "Wedding Bell Blues" |
| 1990             | Capital News                                           |                                   | Episódio: piloto |
| 1990             | To My Daughter                                         |                                   | filme para a TV |
| 1990–1996        | The Fresh Prince of Bel-Air                            | Philip Banks                      | 141 episódios |
| 1991             | Teenage Mutant Ninja Turtles: Planet of the Turtleoids | Shredder                          | voz filme para a TV |
| 1991             | The Legend of Prince Valiant                           | Sir Bryant                        | voz 9 episódios |
| 1992             | Roc                                                    | Dale Hammers                      | Episódio: "The Car Accident from Heaven" |
| 1993             | Without Warning: Terror in the Towers                  | Fred Ferby                        | filme para a TV |
| 1993–94          | American Experience                                    | Charles Hamilton Houston Narrador | Episódio: "Simple Justice" Episódio: "Midnight Ramble"                                                                                         |
| 1994             | Hart to Hart: Old Friends Never Die                    | enxadrista                        | filme para a TV |
| 1994             | A Friend to Die For                                    | Agente Gilwood                    | filme para a TV |
| 1994             | Aladdin                                                | Haroud Hazi Bin                   | voz 9 episódios |
| 1994–95          | Iron Man                                               | War Machine                       | voz 7 episódios |
| 1994, 1996       | Duckman                                                |                                   | voz Episódio: "It's the Thing of the Principal" Episódio: "The Road to Dendron"                                                                |
| 1995             | ABC Weekend Special                                    | Headman                           | voz Episódio: "Jirimpimbira – An African Folk Tale"                                                                                            |
| 1995             | Murder One                                             | Juiz Nathaniel Alexander          | Episódio: "Chapter Five" |
| 1996             | Gargoyles                                              | The Shaman                        | voz Episódio: "Walk About" |
| 1996             | Captain Simian & the Space Monkeys                     | Gor-illa/Gor                      | Voice Role 26 episodes |
| 1996             | Spider-Man                                             | War Machine                       | Voice Role Episode: "Sins of the Fathers Chapter 10 – Venom Returns" Episode: "Sins of the Fathers Chapter 11 – Carnage"                       |
| 1996             | Happy Gilmore                                          | (Chubbs Peterson)                 | Voice Role <cp/>1 movie |
| 1996–98          | Sparks                                                 | Alonzo Sparks                     | 40 episodes |
| 1996, 1998       | In the House                                           | Mediator Sampson Stanton          | Episode: "Love on a One-Way Street" Episode: "My Pest Friend's Wedding"                                                                        |
| 1997             | Happily Ever After: Fairy Tales for Every Child        | Father                            | Voice Role Episode: "The Golden Goose" |
| 1997             | Extreme Ghostbusters                                   | Danny                             | Voice Role Episode: "Dry Spell" |
| 1998             | The Advanced Guard                                     | Fred                              | Television film |
| 1998             | You Lucky Dog                                          | Calvin                            | Television film |
| 1998             | The Wild Thornberrys                                   | Gorilla                           | Voice Role Episode: "Valley Girls" |
| 1999             | Vengeance Unlimited                                    | Judge Christopher Washington      | Episode: "Legalese" |
| 1999             | King's Pawn                                            | Cecil                             | Pilot |
| 1999             | For Your Love                                          | Rev. Hicks                        | Episode: "Mother Load" |
| 1999             | Family Law                                             |                                   | Episode: "Damages" |
| 1999, 2000       | Pepper Ann                                             | Mr. Clapper                       | Episode: "Beyond Good and Evel..." Episode: "Unhappy Campers..." Episode: "The Finale"                                                         |
| 2000             | Bull                                                   | Prof. Gilbert Granville           | Episode: "What the Past Will Bring" |
| 2000             | One World                                              | William Richard                   | Episode: "Guess Who's Coming to Dinner" |
| 2000             | CSI: Crime Scene Investigation                         | Preston Cash                      | Episode: "Unfriendly Skies" |
| 2000             | Two Guys and a Girl                                    | Judge                             | Episode: "Rescue Me" |
| 2000, 2002       | Dharma & Greg                                          | Walter                            | Episode: "Love, Honor & Olé!" Episode: "Mission – Implausible"                                                                                 |
| 2001             | Epoch                                                  | Dr. Solomon Holt                  | Television film |
| 2001             | The Jamie Foxx Show                                    | Reverend                          | Episode: "Always and Forever" |
| 2001             | Strong Medicine                                        | Harold Jenkins                    | Episode: "Wednesday Night Fever" |
| 2001             | The Legend of Tarzan                                   | Chief Keewazi                     | Voice Role Episode: "Tarzan and the Poisoned River" (1) Episode: "Tarzan and the Poisoned River" (2) Episode: "Tarzan and the Eagle's Feather" |
| 2001             | The Proud Family                                       | Crandall Smythe                   | Voice Role Episode: "Spelling Bee" |
| 2001–03          | Soul Food                                              | Walter Carter                     | Episode: "Nice Work If You Can Get It" Episode: "Life Lessons" Episode: "This Must Be Love" Episode: "All Together Alone"                      |
| 2002             | Philly                                                 | Dean Mark Clivner                 | Episode: "Here Comes the Judge" |
| 2002             | Judging Amy                                            | Mr. Ruff                          | Episode: "Damage Control" |
| 2002             | Nancy Drew                                             | Prof. Shifflin                    | Television film |
| 2002–03          | The Division                                           | Charles Haysbert                  | 9 episodes |
| 2003             | Reba                                                   | Judge Samuel Bennett              | Episode: "The Feud" |
| 2003             | Crossing Jordan                                        | Dr. Erkhart                       | Episode: "Conspiracy" |
| 2003             | Street Smarts                                          | Contestant                        | Episode: "May 16, 2003" |
| 2003             | All About the Andersons                                | Roscoe                            | Episode: "Flo's Dream" |
| 2003–04          | All of Us                                              | Lucas                             | Episode: "I Saw Tia Kissing Santa Claus" Episode: "Parents Just Don't Understand"                                                              |
| 2004             | That '70s Show                                         | Officer Kennedy                   | Episode: "Young Man Blues" Episode: "A Legal Matter" Episode: "Happy Jack"                                                                     |
| 2004             | Charmed                                                | Zola                              | Episode: "A Call to Arms" |
| 2004             | NYPD Blue                                              | Steve Pines                       | Episode: "Great Balls or Ire" |
| 2004             | Girlfriends                                            | Dr. Couch                         | Episode: "Maybe Baby" |
| 2004             | That's So Raven                                        | Presto Jones                      | Episode: "Opportunity Shocks" |
| 2005–2007        | The Closer                                             | Dr. Crippen                       | 11 episodes |
| 2005             | My Wife and Kids                                       | Professor Tillman                 | Episode: "Study Buddy" |
| 2005             | Star Trek: Enterprise                                  | General K'Vagh                    | Episode: "Affliction" Episode: "Divergence" |
| 2005             | Living With Fran                                       | Mr. Bryant                        | Episode: "Learning with Fran" |
| 2006             | Take 3                                                 | Judge Sanderson                   | Episode: "Study Buddy" |
| 2008             | Eli Stone                                              | Mason Andrews                     | Episode: "Wake Me Up Before You Go-Go" |
| 2009             | Sherri                                                 | Redmond                           | 4 episodes |
| 2012             | Grey's Anatomy                                         | Sam                               | Episode: "One Step Too Far" |
| 2012             | The Young and the Restless                             | Judge Roy Daley                   | 2 episodes |

### Jogos
| Ano  | Título.                                    | Personagem               | Notas |
| ---- | ------------------------------------------ | ------------------------ | ----- |
| 1989 | Splash Mountain                            | Br'er Frog               |       |
| 1995 | Disney's Animated Storybook: The Lion King | Narrador                 |       |
| 2006 | Biker Mice from Mars                       | Cataclysm / Cat Commando |       |
| 2011 | Kinect Disneyland Adventures               | Br'er Bear               |       |